# Mont-de-Lans
Mont-de-Lans era un comune francese di 1 210 abitanti situato nel dipartimento dell'Isère della regione dell'Alvernia-Rodano-Alpi. Dal 1º gennaio 2017 è uno dei centri abitati, insieme a Vénosc, che formano il nuovo comune di Les Deux Alpes.
Si trova all'interno del parco nazionale des Écrins.

## Società

### Evoluzione demografica
Abitanti censiti